# Тимн
Тимн (род. Τύμνεω; V век до н. э.) — согласно Геродоту, опекун скифского царя Ариапифа, сообщивший историку родословную Анахарсиса и некоторых царей Скифии.

## Современная наука о Тимне
Вопрос об объёме сведений, полученных Геродотом от Тимна, вызывает дискуссии (сам Геродот называет его как информатора лишь однажды).
Применительно к Тимну Геродот употребляет термин эпитроп, который может означать «управитель» или «опекун», от выбора перевода зависит оценка роли Тимна. Согласно словарю Лидделла-Скотта, в данном месте Геродота (IV 76) его нужно понимать как «опекун» (в отличие от употребления в I 108 как управитель); так же переводит слово Г. А. Стратановский.
Уже на монетах с именем Павсания (490—480 гг.) и надписью ΘΥ вероятно помещались имена первых ольвийских единоличных правителей — тиранов. Ряд исследователей допускают, что позже Тимн — от которого Геродот узнал о Скиле, Орике и других — был скифским ставленником в Ольвии (в период с 480 по 470 гг.). Само имя Τύμνης карийское, рано унаследованное греками, поэтому Тимн, скорее всего, был греком, уроженцем Ольвии.
Он мог быть наместником скифского царя в Ольвии, а также «телохранителем или скорее начальником гвардии скифского царя». Ю. Г. Виноградов, а вслед за ним и другие исследователи считают Тимна доверенным лицом Скила.
Геродот не указал, что Тимна встретил в Ольвии; некоторые исследователи вообще считают, что Геродот не посещал Ольвию. Если перевести эпитроп как наместник, то обязательно наместник в Ольвии. Геродот же родился, как принято считать, в 484 г., и таким образом, вряд ли мог увидеть Тимна живым. Либо Тимн — измышление Геродота, либо реконструкция Ю. Г. Виноградова ошибочна и Тимн был наместником позже лет на тридцать, либо, что, скорее всего, Тимн вообще не был наместником Ольвии.
Если у Геродота эпитроп употребляется в значении «управитель», «правитель», «наместник», то у большинства авторов (Фукидид, Платон и др.), как впрочем, часто и у самого Геродота, этот термин обозначает «опекун», «попечитель». А если воспользоваться другими значениями термина, дающимися в авторитетных изданиях, то эпитроп вполне можно перевести как — «заведующий чем-либо» или «смотритель», исходя из этого, почему бы не предположить, что Тимн мог быть «смотрителем» дома Скила или Ариапифа в Ольвии, своего рода «экономом».
Ю. Г. Виноградов на основании того, что Тимн устраивал какие-то экономические дела своего патрона в Ольвии, сделал вывод об установлении над Ольвией экономического контроля, приведшего, в конечном счете, к свертыванию сельскохозяйственной базы полиса и превращению Ольвии в трансагента по вывозу в Эгеиду продуктов присвоения скифов-номадов. Если же принять другой вариант перевода, то Тимн никакой не наместник и тем более не греческий тиран, а просто доверенное лицо Скила в Ольвии. Ведь не случайно Геродот обратился за сведениями именно к Тимну, очевидно его было легко найти во дворце Скила.